# Mansour Ojjeh
Pour les articles homonymes, voir Ojjeh.
Mansour Akram Ojjeh, né le 25 septembre 1952 à Genève et mort le 6 juin 2021 dans la même ville,, est un homme d'affaires franco-saoudien d’origine syrienne. 

## Biographie
Mansour Ojjeh est le fils aîné de l'homme d’affaires multi-milliardaire saoudien d’origine syrienne Akram Ojjeh.
Il possédait le groupe TAG, une importante société holding basée à Genève (Suisse), vendue en 2019.
Il possèdait également 25 % de la société McLaren Technology Group, spécialisée dans les techniques de pointe, et elle-même propriétaire de l'écurie de Formule 1 McLaren Racing.
Enfin, il est propriétaire du Kogo, un yacht de luxe de 72 mètres de long. Ce bateau, construit par Alstom Marine en 2006, est lors de son lancement le plus gros yacht privé de construction française.
Il était également le demi frère du célèbre créateur de contenu automobile français Akram Ojjeh Jr, comptabilisant plus d'un million d'abonnés sur sa chaîne YouTube.[réf. nécessaire]